# Ditassa albonerva
Ditassa albonerva är en oleanderväxtart som först beskrevs av R.W. Holm, och fick sitt nu gällande namn av G. Morillo. Ditassa albonerva ingår i släktet Ditassa och familjen oleanderväxter. Inga underarter finns listade i Catalogue of Life.